# Східна Японія
Східна Японія (яп. 東日本, ひがしにほん、ひがしにっぽん, хіґасі ніппон) — термін для позначення східної частини Японського архіпелагу. Антонім — Західна Японія. 
Законодавчо межі Східної Японії не визначені.
У вузькому сенсі до Східної Японії відносять регіон Канто та східну частину регіону Тюбу на півночі острова Хонсю. У широкому сенсі до неї включають Північну Японію, а також субрегіони регіону Тюбу — Токай та Хокуріку.
В геології межею між Західною та Східною Японією вважається тектонічна лінія Ітоїґава-Сідзуока.
Часто під Східною Японією розуміють лише регіон Канто або так званий Кантоський ареал з центром у Токіо, який протиставляється Західній Японії з центром Кіото. Захід і схід Японського архіпелагу сильно відрізняється у традиційному побуті, кухні, діалектах.

## Префектури
У  вузькому сенсі:
- Ґунма
- Ібаракі
- Канаґава
- Наґано
- Ніїґата
- Сайтама
- Сідзуока
- Тіба
- Тотіґі
- Токіо
- Яманасі

У широкому сенсі (попередні і наступні префектури):
- Айті
- Аоморі
- Акіта
- Ґіфу
- Івате
- Ісікава
- Міяґі
- Тояма
- Фукуй
- Фукусіма
- Хоккайдо
- Ямаґата

## Найбільші міста
- Токіо
- Йокогама, Канаґава
- Кавасакі, Канаґава